# Шерман, Джудит
Джудит Шерман (Judith Dorothy Sherman, род. 12 ноября 1942 года) — американский звукоинженер и продюсер звукозаписи. Она была номинирована на 18 премий «Грэмми» и получила 14, включая семь раз премию «Продюсер года», классическую (в 1993, 2007, 2011, 2014, 2015, 2022 и 2023 годах). Она сотрудничала с современными композиторами, в том числе со Стивом Райхом, Джоном Адамсом, Джоном Корильяно, Терри Райли и Филипом Глассом. Среди известных исполнителей, с которыми она работала, — Струнный квартет Александера, Кронос-квартет (Nuevo), Пасифика квартет, Cincinnati Pops Orchestra, Лондонский симфонический оркестр и Кливлендский квартет.

## Биография
Шерман родилась в Кливленде, штат Огайо, в 1942 году в семье ЛаВерн Люкенс Смит и Уильяма Пола Люкенса. Она училась в Университете Вальпараисо, который окончила в 1964 году со степенью бакалавра. В 1971 году она получила степень магистра изящных искусств в университете штата Нью-Йорка. После окончания университета Шерман работала на Эдда Калехоффа (профессионально известного как «Эдвард в Moog») в 1971—1972 годах в Нью-Йорке. Затем она перешла на радиостанцию WBAI в Нью-Йорке, где начала работать инженером и дослужилась до продюсера и музыкального директора. Шерман также интересовалась литературой. Вместе с Чарльзом Руасом, директором WBAI по драматургии и литературе, она подготовила программу по «Рэгтайму» Э. Л. Доктороу, а для крупного писателя Дональда Бартельма — программы по каждому из его произведений вплоть до 1975 года. В 1976 году она основала компанию Judith Sherman Productions, где с тех пор работает как внештатный инженер звукозаписи и продюсер.
Шерман была летним инженером звукозаписи на музыкальном фестивале Марлборо в Вермонте с 1976 по 1994 год. Она преподавала звукозапись в Банфф-центре в 2006 и 2008 годах. Она входила в совет директоров музыкальной организации Chamber Music America.

## Личная жизнь
Шерман была замужем за продюсером звукозаписи Максом Уилкоксом, лауреатом премии «Грэмми». Брак закончился разводом. Она замужем за скрипачом Кертисом Макомбером.
После смерти матери Шерман поручила композитору Джорджу Перлу написать произведение в память о ней. Премьера «Триптиха для скрипки и фортепиано» состоялась 27 января 2003 года в Нью-Йорке.